# Hugo Steinhaus
Władysław Hugo Dionizy Steinhaus (pronunțat: /ˈhjuːɡoʊ ˈstaɪnˌhaʊs/; n. 14 ianuarie 1887, Jasło, Austro-Ungaria – d. 25 februarie 1972, Wrocław, Republica Populară Polonă) a fost un matematician și profesor polonez. Steinhaus și-a obținut doctoratul la Universitatea din Göttingen în 1911, avându-l ca îndrumător pe David Hilbert și a devenit ulterior profesor la Universitatea Jan Kazimierz din Lwów (astăzi Lviv, Ucraina), unde a contribuit la construirea a ceea ce ulterior a rămas cunoscut sub numele de Școala de Matematică de la Lwów. Este creditat ca „descoperitor” al matematicianului Stefan Banach, împreună cu care a adus o remarcabilă contribuție în domeniul analizei funcționale prin teorema Banach–Steinhaus. După al Doilea Război Mondial, Steinhaus a jucat un rol important la înființarea catedrei de matematică de la Universitatea din Wrocław și la revigorarea matematicii poloneze după distrugerile războiului.
Autor a circa 170 de cărți și articole științifice, Steinhaus a lăsat în urma sa contribuții la multiple ramuri ale matematicii, cum ar fi analiza funcțională, geometria, logica matematică, trigonometria, teoria probabilităților și teoria jocurilor.

## Începutul vieții și studiile
Steinhaus s-a născut la 14 ianuarie 1887 la Jasło, Austro-Ungaria, într-o familie cu origini evreiești. Tatăl său, Bogusław, era un negustor și industriaș local, proprietar al unei fabrici de cărămidă. Mama sa era Ewelina, născută Lipschitz. Unchiul lui Hugo, Ignacy Steinhaus, era activist în Koło Polskie (Cercul Polonez), și deputat în Dieta Galiției, adunarea legislativă a Regatului Galiției și Lodomeriei.
Hugo și-a terminat studiile la gimnaziul local din Jasło în 1905. Familia dorea ca el să devină inginer, dar el era atras mai mult de matematica abstractă și a început să studieze singur operele unor cunoscuți matematicieni contemporani. În același an, a început să studieze filosofia și matematica la Universitatea din Lemberg. În 1906, s-a transferat la Universitatea din Göttingen. Acolo el a primit doctoratul în 1911, după ce a scris disertația sub supravegherea lui David Hilbert. Titlul tezei sale de doctorat era Neue Anwendungen des Dirichlet'schen Prinzips („Noi aplicații ale principiului lui Dirichlet”).
La izbucnirea Primului Război Mondial, Steinhaus s-a întors în Polonia și a luptat în Legiunea Poloneză a lui Józef Piłsudski, după care a trăit în Cracovia.

## Cariera academică

### Polonia interbelică
În perioada 1916-1917 și înainte ca Polonia să-și dobândească deplina independență, ceea ce s-a întâmplat în 1918, Steinhaus a lucrat în Cracovia pentru Ministerul de Interne al efemerului Regat al Poloniei.
În 1917 a început să lucreze la Universitatea din Lemberg (ulterior, Universitatea Jan Kazimierz din Polonia) și a devenit habilitat în 1920. În 1921 a devenit profesor nadzwyczajny (profesor-asociat) și în 1925 profesor zwyczajny (profesor deplin) la aceeași universitate. În această perioadă el a predat un curs despre teoria integrării Lebesgue, care atunci era o disciplină foarte nouă, iar cursul a fost primul astfel de curs ținut în afara Franței.
În Lwów, Steinhaus a contribuit la fondarea școlii de matematică de la Lwów și a fost activ în cercul de matematicieni asociați Cafenelei Scoțiene, deși, după cum își amintea Stanislaw Ulam, pentru întrunirile cercului, Steinhaus ar fi preferat o ceainărie mai selectă de pe aceeași stradă.

### Al Doilea Război Mondial

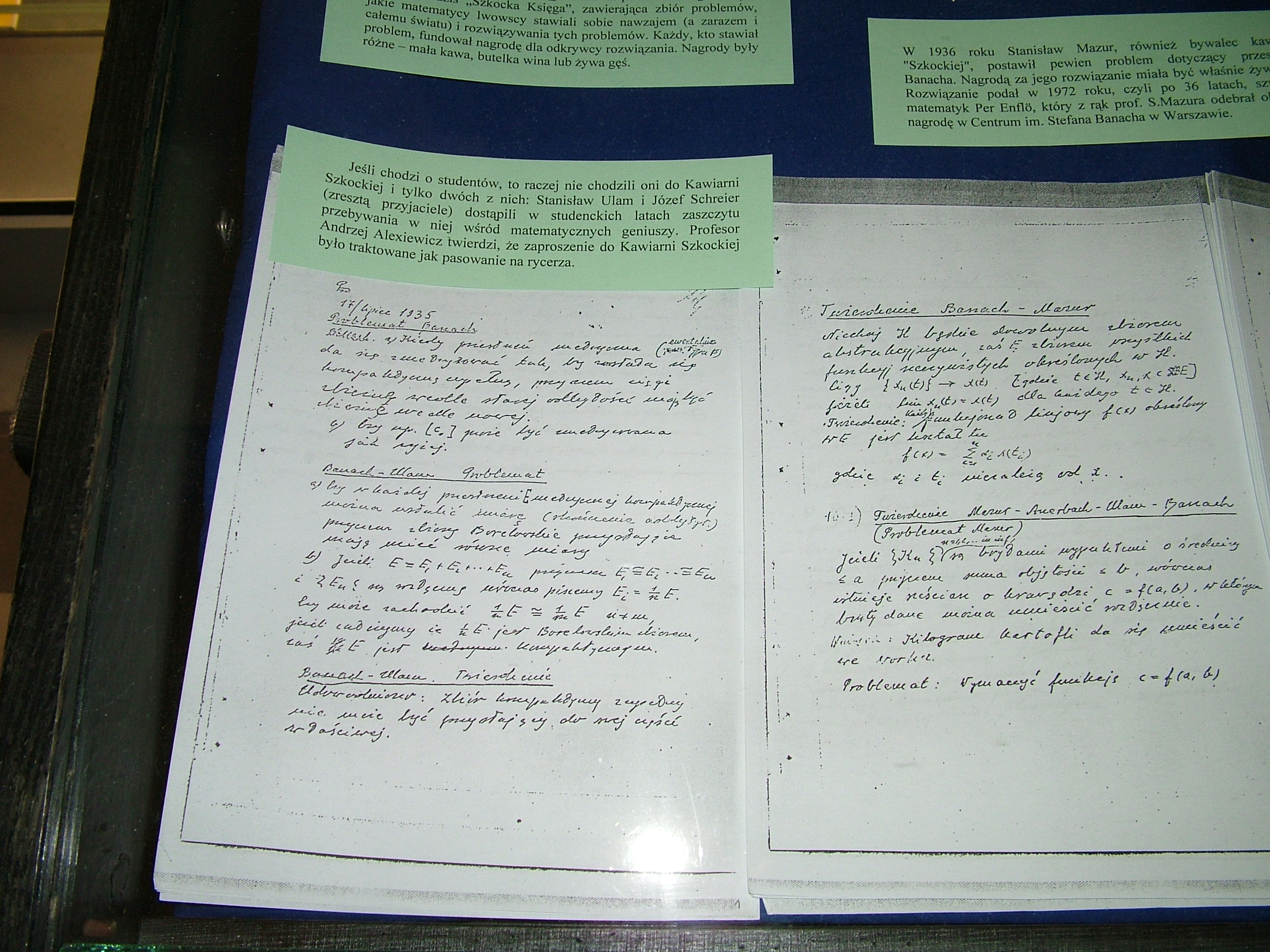
Cartea Scoțiană a școlii de matematică de la Lwów, în care Steinhaus a contribuit și pe care probabil că a salvat-o în timpul celui de al Doilea Război Mondial.

În septembrie 1939, după ce Germania Nazistă și Uniunea Sovietică au invadat și au ocupat Polonia, ca urmare a Pactului Ribbentrop–Molotov semnat anterior, Lwówul a intrat la început sub ocupație sovietică. Steinhaus a luat în calcul posibilitatea de a fugi în Ungaria, dar în final s-a hotărât să rămână la Lwów. Sovieticii au reorganizat universitatea pentru a-i imprima un caracter ucrainean, dar l-au numit totuși pe Stefan Banach (studentul lui Steinhaus) șef al catedrei de matematică, iar Steinhaus a continuat să predea. Corpul didactic al catedrei a fost întărit prin venirea mai multor refugiați polonezi din teritoriul ocupat de Germania. Steinhaus își amintea despre această perioadă că a „căpătat un insurmontabil dezgust fizic față de tot soiul de administratori, politicieni și comisari sovietici.”
În perioada interbelică și pe parcursul ocupației sovietice, Steinhaus a contribuit cu zece probleme la celebra Carte Scoțiană, între care și ultima, înregistrată cu puțin timp înainte ca Lwówul să fie capturat de naziști în 1941, în timpul Operațiunii Barbarossa.
Din cauza originii sale evreiești, Steinhaus a petrecut perioada de ocupație nazistă în ascunzători, la început între prietenii din Lwów, și apoi în micile orașee Osiczyna, lângă Zamość, și Berdechów, lângă Cracovia. Rezistența antinazistă poloneză i-a oferit documentele false ale unui pădurar care murise cu ceva timp în urmă, pe nume Grzegorz Krochmalny. Sub acest nume, a predat lecții clandestine (educația superioară era interzisă polonezilor de către ocupanții naziști). Îngrijorat de posibilitatea morții iminente în caz că ar fi capturat de germani și fără acces la materiale științifice, Steinhaus a reconstruit din memorie și a înregistrat toată matematica pe care o știa, și a scris și alte memorii voluminoase, dintre care doar o mică parte au fost publicate.
Tot în ascunzători, în lipsa unor informații de încredere despre cursul războiului, Steinhaus a pus la punct, în scop personal, o metodă statistică de estimare a numărului victimelor germane de pe front pe baza anunțurilor mortuare sporadice publicate în presa locală. Tehnica se baza pe frecvența relativă cu care aceste anunțuri menționau că soldatul mort era fiul cuiva, „al doilea fiu”, „al treilea fiu” al cuiva, și așa mai departe.
Conform studentului și biografului său, Marek Kac, Steinhaus i-a spus că cea mai fericită zi din viața lui au fost cele douăzeci și patru de ore dintre retragerea germanilor din Polonia ocupată și sosirea sovieticilor ("Ei plecaseră, și ceilalți încă nu veniseră”).

### După al Doilea Război Mondial

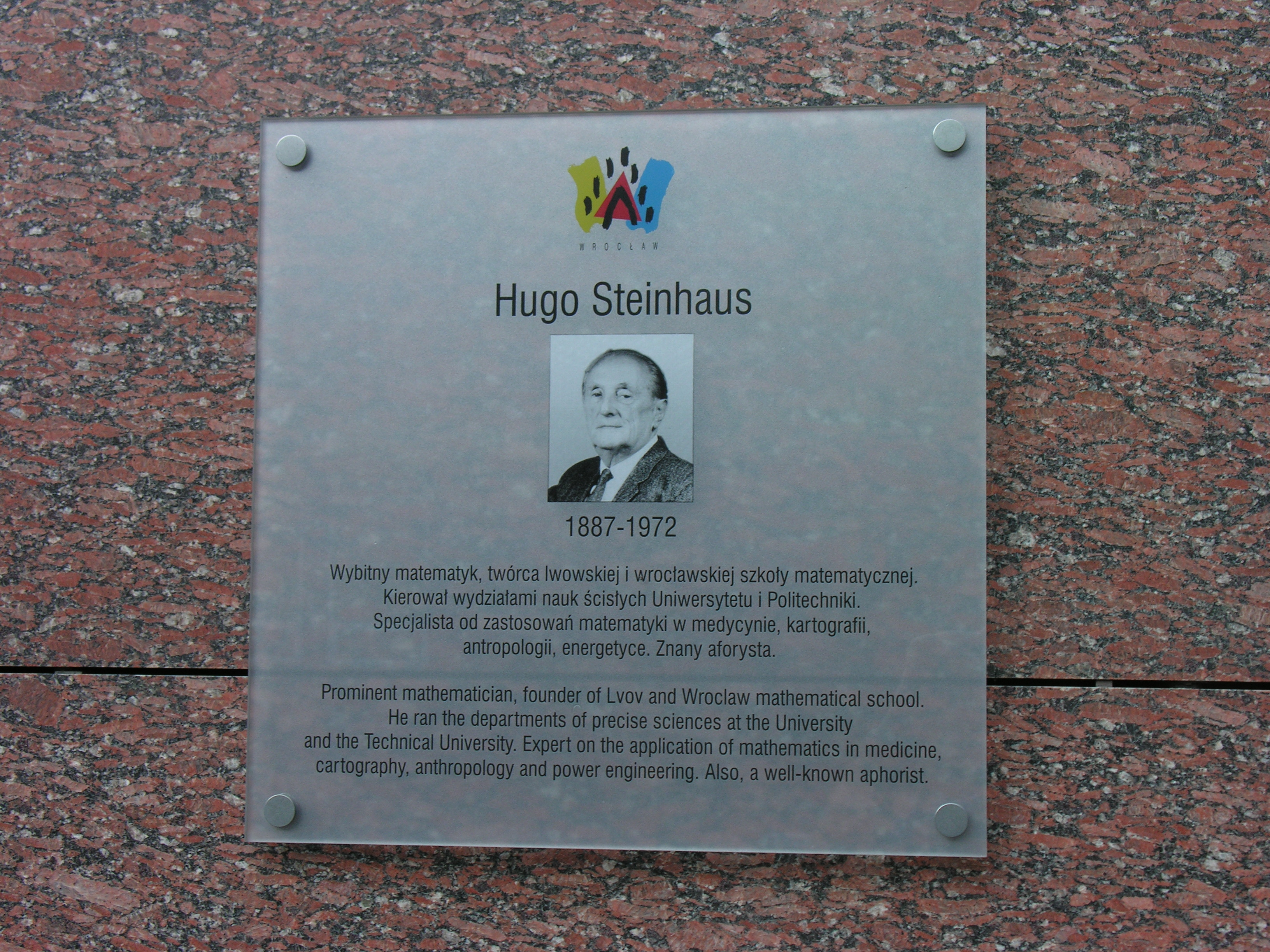
Placă comemorativă, Wrocław, Polonia

În ultimele zile ale celui de al Doilea Război Mondial, încă ascuns, Steinhaus a auzit zvonul că Universitatea din Lwów urma să fie transferată în orașul Breslau (Wrocław), pe care Polonia urma să-l primească în urma acordului de la Potsdam (și Lwówul să devină parte a Ucrainei Sovietice). Deși la început a avut îndoieli, a refuzat ofertele pentru posturi didactice la Łódź și Lublin și s-a îndreptat către orașul unde avea să înceapă să predea la Universitatea din Wrocław. Acolo, el a revigorat ideea din spatele Cărții Scoțiene de la Lwów, în care matematicieni proeminenți sau aspiranți puteau să scrie probleme de interes împreună cu premii oferite pentru rezolvarea lor, începând Noua Carte Scoțiană. Foarte probabil tot Steinhaus a fost cel care a conservat Cartea Scoțiană originară de la Lwów pe timpul războiului, după care i-a trimis-o lui Stanisław Ulam, care a tradus-o în engleză.
Cu ajutorul lui Steinhaus, Universitatea din Wrocław a devenit renumită pentru studiul matematicii, așa cum fusese anterior Universitatea din Lwów.
În anii 1960 Steinhaus a fost profesor invitat la Universitatea Notre Dame (1961–62) și la Universitatea din Sussex (1966).

## Contribuții în matematică
Steinhaus a scris peste 170 de lucrări științifice. Spre deosebire de studentul său, Stefan Banach, care tindea să se specializeze numai pe domeniul analizei funcționale, Steinhaus a adus contribuții într-o gamă largă de discipline matematice, între care geometria, teoria probabilităților, analiza funcțională, teoria seriilor trigonometrice și Fourier, precum și în logica matematică. El activa și în domeniul matematicii aplicate și colabora cu ingineri, geologi, economiști, medici, biologi și, după cum se exprima Kac, „chiar și avocați”.
Poate cea mai notabilă contribuție a lui la domeniul analizei funcționale a fost demonstrarea în 1927 a teoremei Banach–Steinhaus, împreună cu Stefan Banach, care astăzi este un instrument fundamental în această ramură a matematicii.
Interesul său față de jocuri l-a făcut să propună o definiție timpurie a conceptului de strategie, anticipând abordarea mai completă a lui John von Neumann de după câțiva ani. Ca urmare, el este considerat un precursor al teoriei moderne a jocurilor. Ca urmare a muncii sale în domeniul jocurilor infinite, Steinhaus a propus, împreună cu un alt student al său, Jan Mycielski, axioma de determinare.
Steinhaus a fost și un precursor și cofondator al teoriei probabilităților, care la acea vreme era în fază incipientă și nu era încă considerată o parte a matematicii. El a dat prima descriere axiomatică, în baza teoriei măsurii, a aruncării monedei, descriere ce avea să influențeze axiomatizarea completă a probabilităților de către matematicianul rus Andrei Kolmogorov un deceniu mai târziu. Steinhaus a fost și primul care a oferit definiții exacte pentru ceea ce înseamnă că două evenimente sunt „independente”, dar și pentru ceea ce înseamnă că o variabilă aleatoare este „uniform distribuită”.
În timp ce se ascundea în vremea celui de al Doilea Război Mondial, Steinhaus lucra la problema tăierii tortului: cum să împarți o resursă eterogenă între mai mulți oameni cu preferințe diferite astfel încât fiecare să considere că a primit o parte proporțională. Munca lui Steinhaus a inițiat cercetările moderne asupra problemei tăierii tortului.
Steinhaus a fost și primul care a propus teorema sandvișului cu șuncă, și unul din primii care a propus metoda k-means de grupare (clustering în data mining).

## Posteritatea
Se spune despre Steinhaus că l-ar fi „descoperit” pe matematicianul polonez Stefan Banach în 1916, după ce a auzit întâmplător pe cineva pronunțând cuvintele „integrală Lebesgue” într-un parc din Cracovia (Steinhaus îl numea pe Banach „cea mai mare descoperire matematică” a sa). Împreună cu Banach și cu celălalt participant la discuția din parc, Otto Nikodym, Steinhaus a inițiat Societatea Matematică din Cracovia, din care mai târziu a evoluat Societatea Matematică Poloneză. El a fost membru al PAU (Academia Poloneză de Educație) și PAN (Academia Poloneză de Științe), PTM (Societatea Matematică Poloneză), Wrocławskie Towarzystwo Naukowe (Societatea Științifică din Wrocław) precum și al multor societăți științifice internaționale și academii de știință.
Steinhaus a publicat și unul din primele articole din Fundamenta Mathematicae, în 1921. El a cofondat Studia Mathematica împreună cu Stefan Banach (1929), și  Zastosowania matematyki („Aplicații ale matematicii”, 1953), Colloquium Mathematicum și Monografie Matematyczne („Monografii matematice”).
El a primit doctorate onorifice de la Universitatea din Varșovia (1958), Academia Medicală din Wrocław (1961), Universitatea din Poznań (1963) și de la Universitatea din Wrocław (1965).
Steinhaus stăpânea pe deplin mai multe limbi străine și era cunoscut și pentru aforismele sale, postum fiindu-i publicată o mică culegere cu cele mai celebre, în poloneză, franceză și latină.
În 2002, Academia Poloneză de Știință și Universitatea din Wrocław au sponsorizat „2002, Anul Hugo Steinhaus”, pentru a sărbători contribuțiile aduse de el la știința poloneză și mondială.
Cunoscutul matematician Mark Kac, studentul lui Steinhaus, scria:

## Opere de căpătâi
- Czym jest, a czym nie jest matematyka („Ce este și ce nu este matematica”, 1923).[26]
- Sur le principe de la condensation de la singularités (împreună cu Banach, 1927)[16]
- Theorie der Orthogonalreihen (împreună cu Stefan Kaczmarz, 1935).[16][28]
- Kalejdoskop matematyczny („Caleidoscop matematic”, 1939).[16][26]
- Taksonomia wrocławska („O taxonomie wrocławeană”; împreună cu alți coautori, 1951).
- Sur la liaison et la division des points d'un ensemble fini („Despre legarea și împărțirea punctelor unei mulțimi finite”, cu alți coautori, 1951).[29]
- Sto zadań („O sută de probleme [de matematică elementară]”, 1964).[17][30]
- Orzeł czy reszka („Cap sau pajură”, 1961).[31]
- Słownik racjonalny („Dicționar rațional”, 1980).[32]